# George Kingsley Zipf
George Kingsley Zipf (/ˈzɪf/ ; 7 de janeiro de 1902 - 25 de setembro de 1950) foi um linguista e filólogo americano que estudou ocorrências estatísticas em diferentes idiomas.
Zipf obteve seu bacharelado, mestrado e doutorado pela Universidade de Harvard, embora também tenha estudado na Universidade de Bonn e na Universidade de Berlim. Ele foi Presidente do Departamento de Alemão e University Lecturer (o que significa que ele poderia ensinar qualquer matéria que escolhesse) na Universidade de Harvard.  Ele trabalhou com chineses e demográficos, e muitos de seus esforços podem explicar as propriedades da Internet, a distribuição de renda dentro das nações e muitas outras coleções de dados.

## Lei de Zipf
Ele é o epônimo da lei de Zipf, que afirma que, embora apenas algumas palavras sejam usadas com frequência, muitas ou a maioria raramente são usadas,
{\displaystyle P_{n}\sim 1/n^{a}}
onde P n é a frequência de uma palavra com a posição n  em um ranking, sendo o expoente a quase 1. Isso significa que o segundo item ocorre aproximadamente 1/2 da frequência do primeiro e o terceiro item 1/3 da frequência do primeiro e assim por diante. A descoberta dessa lei por Zipf em 1935 foi um dos primeiros estudos acadêmicos sobre a frequência das palavras.